# Elachista toralis
Elachista toralis é uma espécie de insetos lepidópteros, mais especificamente de traças, pertencente à família Elachistidae. Foi descrita por Lauri Kaila em 2011. É encontrada na Austrália, no estado de Nova Gales do Sul.
A envergadura dos espécimes machos varia entre 13,5 e 13,8 milímetros, enquanto a envergadura das espécimes fêmeas varia entre 13 e 14,5 milímetros.